# Vilalta (Vilanova de l'Aguda)
Vilalta es un poble del municipi de Vilanova de l'Aguda a la Noguera. Està situat entre Ponts i Guissona, a una alçada de 400 metres. El 2019 tenia censats 5 habitants.

## Clima
A Vilalta, els estius són calorosos i a la nit refresca quan arriba la Marinada.
Els hiverns són freds, de vegades neva i sovint hi fa boira.

## Llocs d'interès
- Sant Salvador de Vilalta (monument nacional)[5]

## Festes i tradicions
La Castanyada, el Caga Tió, els aniversaris, la Mona, i Cap d'Any se celebren a l'antic estudi.
La festa Major, se celebra el primer cap de setmana d'Agost. El dissabte se celebra a la Plaça de dalt, i tot el poble sopa agermanat. El diumenge hi ha música contractada a la Plaça de baix, i hi ha balls.